# غير هالجريمسون
غير هالجريمسون (16 ديسمبر 1925 - 1 سبتمبر 1990)، هو سياسي آيسلندي شغل منصب رئيس وزراء آيسلندا السادس عشر من 28 أغسطس 1974 إلى 1 سبتمبر 1978. قبل ذلك كان عمدة ريكيافيك وعضوا في البرلمان الآيسلندي.